# Osneider Álvarez
Osneider Álvarez Orozco (Agustín Codazzi, Cesar, Colombia, 8 de septiembre de 1990) es un futbolista colombiano. Juega como volante 8 moderno, y su equipo actual es el Qingdao Jonoon FC de la Superliga de China.

## Inicios
Osneider salió de las divisiones inferiores de Santa Fe, club del cual es hincha y con el que debutó como profesional en el año 2008. En 2009, Osneider hizo parte de la nómina campeona de Independinete Santa Fe en la Copa Colombia. Su primera etapa en el expreso rojo, alternó partidos entre el equipo profesional, y el equipo de reserva. Su primera etapa en Independiente Santa Fe, sería hasta el 2010.

## Universidad Autónoma
En el 2011, dejó al equipo de sus amores y se fue en busca de minutos al equipo de la Universidad Autónoma de Barranquilla, que por ese entonces jugaba en la Categoría Primera B. Allí, Osneider cogió experiencia que le ayudó a tener un buenos partidos, que le ayudaron para volver a Independiente Santa Fe.

## Regreso a Santa Fe
Tras un año en la Segunda división, Álvarez volvió a Bogotá, para jugar nuevamente en Independiente Santa Fe. Allí tuvo pocas actuaciones en Copa Colombia, y fue prestado para el segundo semestre del año.

## Real Cartagena
Tras un segundo paso exitoso pero con pocos minutos en Independiente Santa Fe, Álvarez fue a jugar al Real Cartagena, para jugar el segundo semestre del 2012. En el conjunto heroico solamente jugó 2 partidos.

## Deportivo Pasto
Para el año 2013, Osneider llegó al Deportivo Pasto. En el conjunto nariñense fue titular durante el primer semestre del año en varias ocasiones, a pesar de que tuvo buenas actuaciones en el equipo pastuso; su participación fue de más a menos. Tras un año y medio en la ciudad de San Juan de Pasto, se fue a jugar al fútbol chino. 

## Clubes
| Club                | País                | Año                 | Partidos | Goles    |
| ------------------- | ------------------- | ------------------- | -------- | -------- |
| Santa Fe            | Colombia            | 2008 - 2010         | 6        | 0        |
| Uniautónoma F.C.    | Colombia            | 2011                | 47       | 10       |
| Santa Fe            | Colombia            | 2012                | 4        | 1        |
| Real Cartagena      | Colombia            | 2012                | 2        | 0        |
| Deportivo Pasto     | Colombia            | 2013 - 2014         | 20       | 1        |
| Beijing Baxy        | China               | 2014                | N.S N.R. | N.S N.R. |
| Jaguares FC         | Colombia            | 2015                | N.S N.R  | N.S. N.R |
| Qingdao Jonoon      | China               | 2016 - presente     | N.S N.R. | N.S N.R  |
| Total en su carrera | Total en su carrera | Total en su carrera | 79       | 12       |

## Palmarés

### Campeonatos nacionales
| Título        | Club     | País     | Año  |
| ------------- | -------- | -------- | ---- |
| Copa Colombia | Santa Fe | Colombia | 2009 |